# Ophiorrhiza hasseltii
Ophiorrhiza hasseltii är en måreväxtart som beskrevs av Carl Ludwig von Blume och Pieter Willem Korthals. Ophiorrhiza hasseltii ingår i släktet Ophiorrhiza och familjen måreväxter. Inga underarter finns listade i Catalogue of Life.